# Oggetti non stellari nella costellazione della Lucertola
Principali oggetti non stellari visibili nella costellazione della Lucertola.

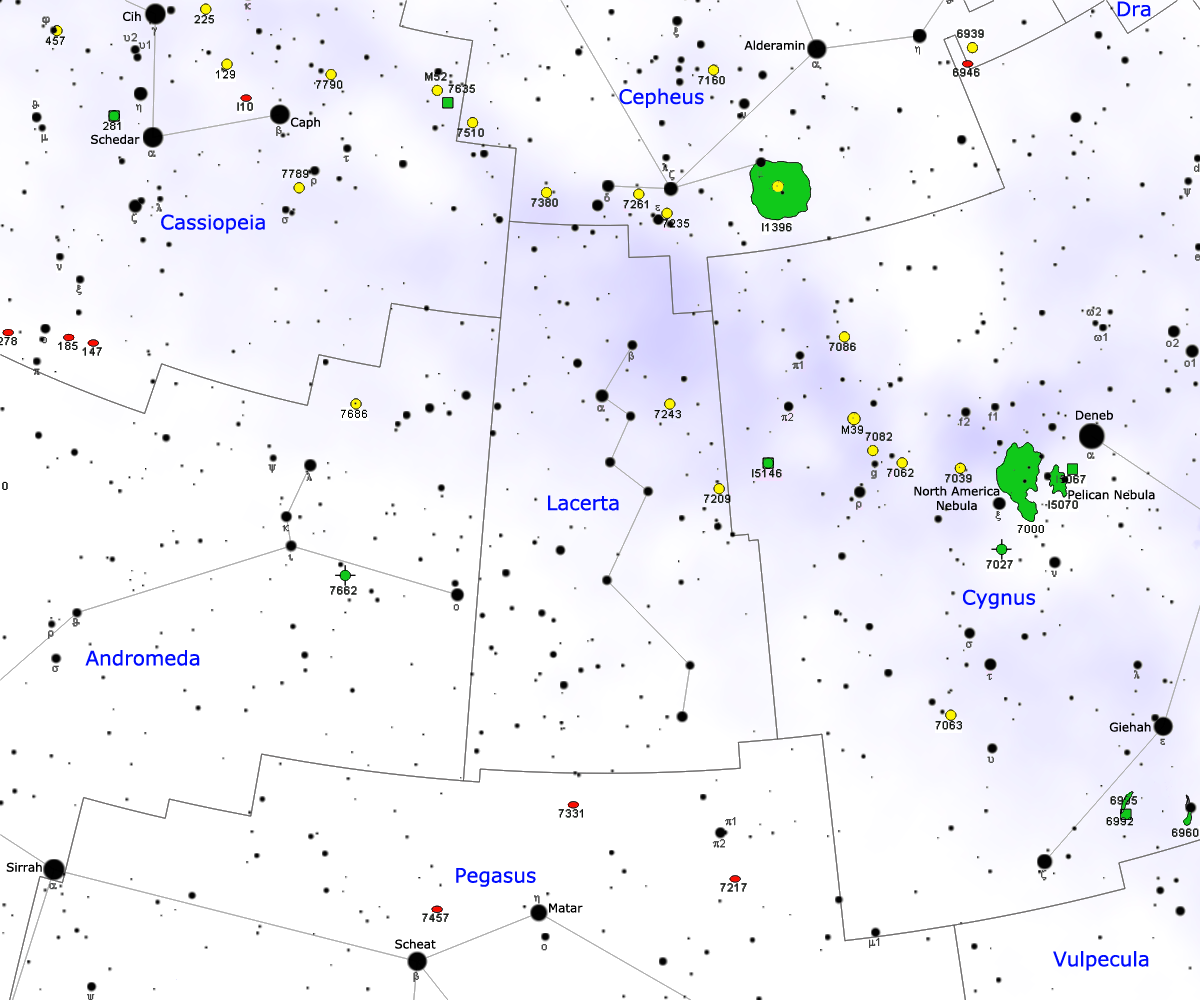
Mappa della costellazione della Lucertola.

## Ammassi aperti
- IC 1434
- NGC 7209
- NGC 7243

## Nebulose diffuse
- Regione di Lacerta OB1
- Sh2-126
- vdB 151

## Galassie
- BL Lacertae